# Archelao di Chersoneso
Archelao (in greco antico: Ἀρχέλαος?, Archélaos; Chersonesus Parva, ... – ...; fl. IV, II o III ? secolo a.C.) è stato un poeta greco antico.

## Biografia
Il filologo classico tedesco Friedrich Jacobs ritenne, da un suo epigramma su Alessandro Magno, che Archelao sarebbe vissuto al tempo di Alessandro stesso e di Tolomeo Soter, quindi verso la fine del IV secolo a.C. 
Lo studioso Christian Lobeck lo situa cronologicamente durante il regno di Tolomeo Evergete II, alla fine del II sec. a.C.
Poeta dell’Antica Grecia, è detto egiziano dalle fonti antiche, in particolare nativo di una città chiamata Chersoneso (odierno El Mandara o Al Mandarah, quartiere di Alessandria d'Egitto) e quindi egli definito “Chersonesita”.[1][2]
Entrambe le ipotesi presentano tuttavia difficoltà cronologiche, mentre invece William L. Westermann, storico e papirologo della Columbia University alla fine della metà del XX sec., e poi all’Università di Alessandria in Egitto, poté dimostrare che Archelao con ogni probabilità sia fiorito sotto Tolomeo Filadelfo, quindi intorno alla metà del III sec. a.C.; per il quale sovrano, secondo Antigono di Caristo, Archelao scrisse epigrammi.

## Scrittore di epigrammi e Paradossografo
Secondo Antigono di Caristo, Archelao compose per Tolomeo Filadelfo "storie portentose" (o παράδοξα, “paradossi”) in epigrammi.

### L'epigramma 16.120
«τόλμαν Ἀλεξάνδρου καὶ ὅλαν ἀπεμάξατο μορφὰν

Λύσιππος· τίν᾽ ὁδὶ χαλκὸς ἔχει δύναμιν·

αὐδασοῦντι δ᾽ ἔοικεν ὁ χάλκεος ἐς Δία λεύσσων·

γᾶν ὑπ᾽ ἐμοὶ τίθεμαι, Ζεῦ, σὺ δ᾽ Ὄλυμπον ἔχε».

#### Attribuzione incerta
Il manoscritto planudeo ascrive questo epigramma a Archelao o a Asclepiade..
«Archelao non ha scritto epigrammi di questo genere: l'attribuzione quindi è incerta. Quanto a Asclepiade, i suoi epigrammi spesso accompagnano quelli di Posidippo: sarà questa le ragione della seconda attribuzione in A.Pl. 119 di Posidippo? Si veda Gow-Page, Garland of Philip, II, 147». in.
«Nessun altro epigramma nell’Antologia viene attribuito a Archelao e l’unico Archelao noto cui siano ascritti epigrammi è uno scrittore del III sec. a.C. di cui Antigono di Caristo ne cita tre e Varrone un quarto […] I frammenti non provano che questo Archelao non sia l’autore di questo epigramma ma non avvalorano la convinzione che sia così; il nome è comune, altri omonimi potrebbero aver scritto epigrammi, e questa apparizione solitaria nell'Antologia disorienta. [...] L’accostamento di questo epigramma a uno di, o attribuito a, Posidippo, e il fatto che i due autori siano giustapposti e scrivano su argomenti collegati altrove (vedi p. 116) potrebbe essere ritenuto a favore di Asclepiade». in.

### ′Iδιοφυῆ
Oltre a questa particolare tipologia di epigrammi, il poeta fu autore di un’opera chiamata ἰδιοφυῆ ("mostri, animali strani o particolari"), strutturata in componimenti che sembrano esser stati scritti in versi e anch’essi incentrati su soggetti straordinari e paradossali, come i suoi epigrammi.

## Opere
I frammenti rimasti di Archelao sono editi in (LA, DE) Anton Westermann, Paradoxographi scriptores rerum mirabilium Graeci, Amsterdam, Hakkert, 1963,  pp. 158ss.